# Morellia muscaoides
Morellia muscaoides är en tvåvingeart som beskrevs av Zielke 1973. Morellia muscaoides ingår i släktet Morellia och familjen husflugor.
Artens utbredningsområde är Etiopien. Inga underarter finns listade i Catalogue of Life.